# Клейн, Дрис
Дрис Клейн (нидерл. Dries Klein, род. 11 июня 1959, Тер-Апель, Гронинген) — нидерландский шоссейный велогонщик, выступавший с 1979 по 1985 год.
По ходу карьеры принял участие в таких гонках как Велогонка Мира, Париж — Ницца, Гран-при Вильгельма Телля. Трижды стал победителем Стер ван Зволле (1981, 1983, 1985).

## Достижения
1979
2-й Хел ван хет Мергелланд
1980
2-й Тур Дренте
1981
1-й Стер ван Зволле
1-й — Этап 5 Олимпия Тур
1983
1-й Стер ван Зволле
1984
3-й Омлоп дер Кемпен
1985
1-й Стер ван Зволле